# Вінніпезька митрополія УГКЦ
Вінніпе́зька митропо́лія УГКЦ — українська греко-католицька церковна провінція, створена 1956 папою Пієм XII, у склад якої ввійшли Вінніпезька архієпархія, а також Торонтська, Едмонтонська та Саскатунська єпархії. Юрисдикція єпархії поширюється на всю провінцію Манітоба.
Митрополія веде початок від першого греко-католицького єпископа Никити Будки, призначеного Ватиканом 15 липня 1912 для греко-католицьких вірних у Канаді з Австро-Угорщини (єпископська хіротонія відбулася у Львові 14 жовтня 1912).
З резигнацією єпископа Будки у 1927, Ватиканом 20 травня 1929 року призначено на вакансію Василія Ладику: хіротонія 14 липня 1929 року, а з 1948 із утворенням Манітобського екзархату — підвищено на апостольського екзарха Канади.
3 листопада 1956 єпархію підвищено до статусу архієпархії і з усіх канадських єпархій УГКЦ утворено Вінніпезьку митрополію на чолі з митрополитом Максимом Германюком (1956—1992).
29 березня 1992 року Апостольська Столиця номінувала отця Михаїла Бзделя, ЧНІ, архієпископом Вінніпезьким для українців-католиків у Канаді. 9 березня 1993 року відбулася його інтронізація на Вінніпезький митрополичий престіл. 9 січня 2006 року у Ватикані було повідомлено про те, що Святіший Отець Венедикт XVI поблагословив рішення Синоду Єпископів Української Греко-Католицької Церкви (згідно із кан. 210 Кодексу Канонів Східних Церков) та прийняв зречення з уряду Високопреосвященного архієпископа Михаїла (Бзделя), митрополита Вінніпезького.
9 січня 2006 року папа Римський Бенедикт XVI призначив владику Лаврентія Гуцуляка, ЧСВВ, митрополитом вінніпезьким та архієпископом Вінніпезької архієпархії. Введення на престол Вінніпезької архієпархії відбулося 11 лютого 2006 року.

## Список парафій
Список неповний.
| Назва                                  | Місто          | Роки спорудження | Адреса                                        | Фото | Короткі відомості |
| Sts Volodymyr and Olga Cathedral       | Вінніпег       |                  | 115 McGregor Street, Winnipeg                 |      | |
| Blessed Virgin Mary the Protectress    | Вінніпег       |                  | 965 Boyd Avenue, Winnipeg                     |      | |
| Св. Євхаристії                         | Вінніпег       | 1954             | 505 Watt Street, Winnipeg                     |      | Архітектор — Філіпп Ру. Орнаменти на стовпах та банях закінчені у 1966 році Святославом Гординським. Вітражі виконані Лео Молом у 1971 та 1986 роках. |
| Holy Family                            | Вінніпег       |                  | 1001 Grant Avenue, Winnipeg                   |      | |
| Holy Ghost                             | Вінніпег       |                  | 40 Ada Street, Winnipeg                       |      | |
| St. Andrew                             | Вінніпег       |                  | 160 Euclid Avenue, Winnipeg                   |      | |
| St. Anne                               | Вінніпег       |                  | 35 Marcie Street, Winnipeg                    |      | |
| St. Basil the Great                    | Вінніпег       |                  | 202 Harcourt Street, Winnipeg                 |      | |
| St. Josaphat                           | Вінніпег       | 1914             | 590 Alverstone Avenue, Winnipeg               |      | Відкрита 1914 року як євангельська церква. Українська парафія оселилася у будівлі 1961 року після значного ремонту.                                   |
| St. Joseph                             | Вінніпег       |                  | 250 Jefferson Avenue                          |      | |
| The Welcome Home                       | Вінніпег       |                  | 188 Euclid Ave. Winnipeg                      |      | |
| St. Michael                            | Вінніпег       |                  | 400 Day Street, Winnipeg                      |      | |
| St. Nicholas                           | Вінніпег       |                  | 737 Bannerman Avenue, Winnipeg                |      | |
| Ss. Peter & Paul                       | Вінніпег       |                  | 390 Marion Street, Winnipeg                   |      | |
| Непорочного Зачаття                    | Кукс-Крік      | 1938             | 680003 Provincial Road 212, Cooks Creek       |      | Архітектор — Філіпп Ру. |
| Воскресіння                            | Дофін          | 1939             | 1106 1st St SW, Dauphin                       |      | Архітектор — Філіпп Ру. Український митець Теодор-Богдан Баран здійснював розпис церкви.                                                              |
| Воскресіння (нова церква)              | Дофін          |                  | 801 Jackson Street, S., Dauphin               |      | |
| Св. Євхаристії                         | Окбьорн        | 1943–1954        | Provincial Trunk Hwy 21, Oakburn              |      | Архітектор — Філіпп Ру. Розписав церкву Теодор Баран.                                                                                                 |
| Sacred Heart                           | Гілберт-Плейнс |                  | 308 Cutforth St S, Gilbert Plains             |      | |
| Св. Духа                               | Сенді-Лейк     |                  | 219-147 Main St, Sandy Lake                   |      | |
| Ascension of our Lord Jesus Christ     | Сандаун        |                  | Cedar Crescent, Sundown                       |      | |
| Sacred Heart Ukrainian Catholic Church | Ґімлі          | 1958             | 54 N Fifth Ave, Gimli                         |      | |
| Nativity of the Blessed Virgin Mary    | Ґімлі          | 1905             | 113N Dnister Rd, Gimli                        |      | |
| Exaltation of the Holy Cross           | Елма           | 1909—1912        | 99 Regan Ave, Elma                            |      | |
| Protection of the Blessed Virgin Mary  | Сент-Ендрюс    | 1958–1960        | 530 Donald Road, Lockport (St. Andrew's R.M.) |      | Архітектор — Філіпп Ру. |
|                                        |                |                  |                                               |      | |